# André Van Cauwenberghe
Pour les articles homonymes, voir Van Cauwenberghe.
André Augustin Van Cauwenberghe, né à Bernissart le 11 septembre 1914 et mort à Charleroi le 8 octobre 1994, est un homme politique belge socialiste (PS et PSB).

## Biographie
Il est le fils de Jules Van Cauwenberghe, mineur, et de Julia Mahieu. Il était marié à Madeleine Maufroy, infirmière à l'Hôpital civil de Charleroi. Il est le père de Jean-Claude Van Cauwenberghe, bourgmestre de Charleroi et ministre-président de la Région wallonne.
Il commence sa carrière professionnelle comme journaliste au journal «Le Peuple». Il est élu député de l'arrondissement de Charleroi-Thuin de 1954 à 1961 et est élu sénateur de 1961 à 1974. Il a été conseiller provincial et conseiller communal de Charleroi à partir de juin 1951,. Il a aussi été premier échevin de la ville de Charleroi. De même, il a été président du parti socialiste de Charleroi et de sa fédération du PSB de 1968 à 1972,.
Il est notamment ministre secrétaire d'État à la Fonction publique dans le gouvernement Harmel (du 28 juillet 1965 au 11 février 1966).

## Distinction
Commandeur de l'ordre de Léopold en 1968